# Fenixia curta
Fenixia curta là một loài tò vò trong họ Ichneumonidae.